# Moritz Schad von Mittelbiberach

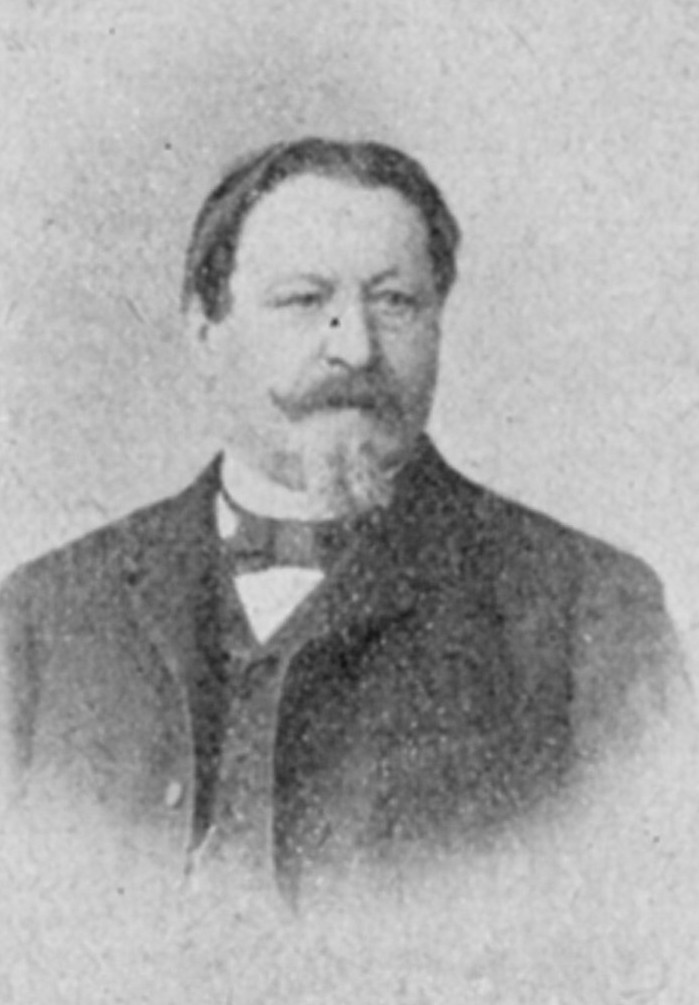
Moritz Schad von Mittelbiberach, um 1895

Moritz Schad von Mittelbiberach (* 6. Juli 1821 in Ulm; † 30. Dezember 1902 ebenda) war ein württembergischer Rittergutsbesitzer und Landtagsabgeordneter sowie Landgerichtspräsident.

## Leben

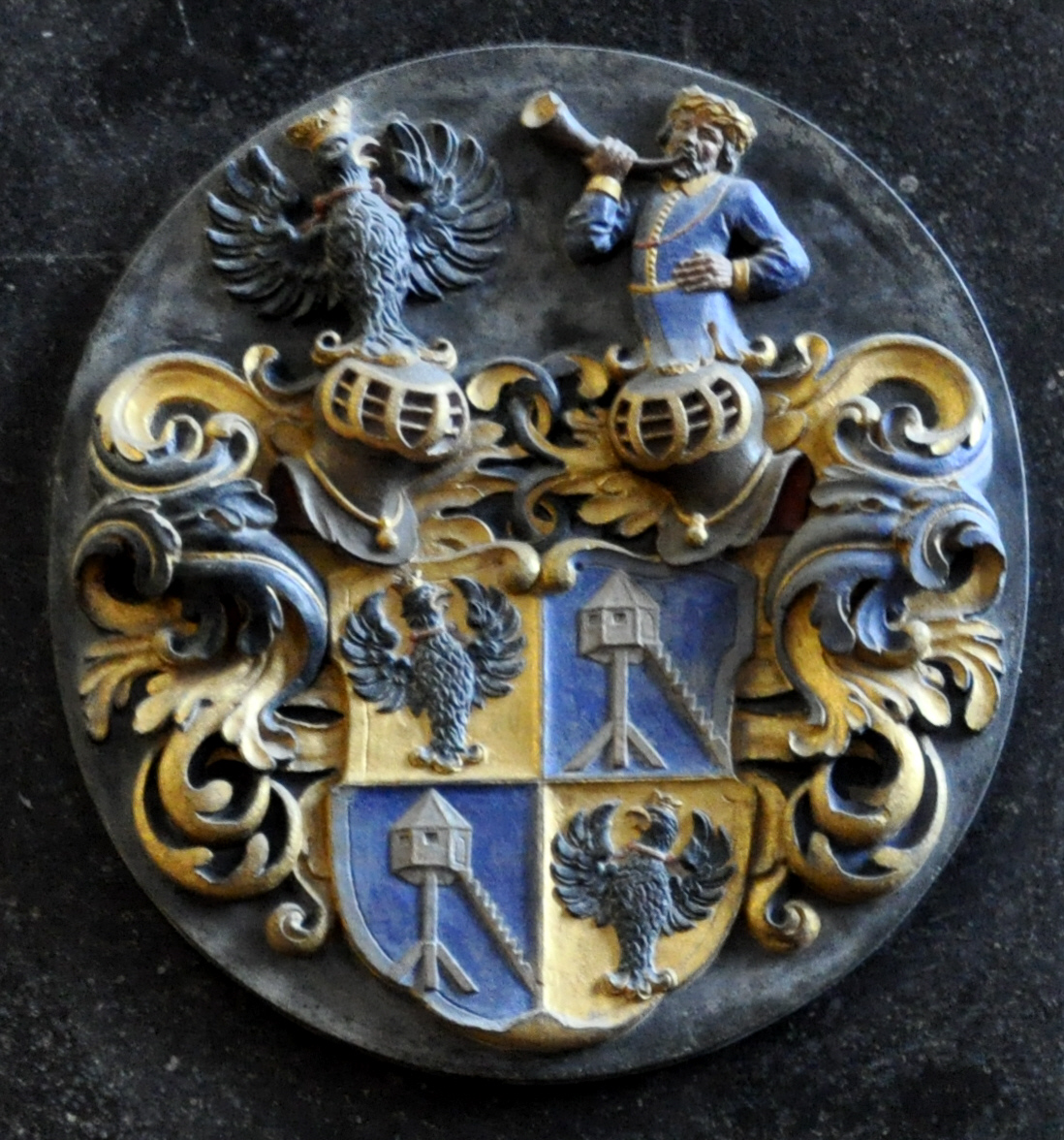
Familienwappen (eine der zahlreichen Darstellungen im Ulmer Münster)

Moritz Schad von Mittelbiberach entstammte einem alten Ulmer Patriziergeschlecht, das auch der schwäbischen Ritterschaft angehörte. Er war der Sohn des württembergischen Hauptmanns Eitel Albert Schad von Mittelbiberach und seiner Frau Sibylle Albertine, geb. von Baldinger. Er besuchte das Gymnasium in Ulm und studierte von 1839 bis 1843 Rechtswissenschaften an den Universitäten München, Heidelberg und Tübingen. Seit 1841 war er Mitglied der Landsmannschaft Ulmia Tübingen. Nach dem Studium war Moritz Schad von Mittelbiberach in Verwaltungsposten in Ellwangen, Esslingen, Ulm und Ravensburg, bevor er 1879 Direktor des Landgerichts Ulm wurde. Späterhin führte er den Titel Landgerichtspräsident a. D.
Von 1856 bis 1900 saß Moritz Schad von Mittelbiberach 44 Jahre lang ununterbrochen als Vertreter der Ritterschaft des Donaukreises im württembergischen Landtag. Er war nationalliberal eingestellt und gehörte seit 1895 der Sammelfraktion Freie Vereinigung an. 1890/1891 errichtete er in einem Familienstatut für seine beiden Söhne je ein unveräußerliches Familienfideikommiss aus seinen ritterschaftlichen Gütern.
Schad von Mittelbiberach war Mitglied der Evangelischen Landessynode und gehörte dem Hauptverein des Evangelischen Bundes, der Württembergischen Kommission für Landesgeschichte und dem Verein für Kunst und Altertum in Ulm und Oberschwaben an. Er bekleidete in letzterem, nach dem Tod von Hugo Bazing, von 1893 bis 1901 das Amt des Ersten Vorsitzenden.

### Familie
Er heiratete 1863 die württembergische Gräfin Marie von Sontheim (* 4. August 1839, † 10. Mai 1897), eine Tochter des Generals und Ministers Graf Johann Georg von Sontheim, eines unehelichen Sohnes des Herzogs Friedrich Eugen von Württemberg, von 1795 bis 1797 14. regierenden Herzogs von Württemberg.
Mit ihr bekam er die Söhne Konrad (* 1864) und Hans (* 1865). Aufgrund der Abstammung mütterlicherseits ersuchte im Jahr 1900 der Sohn Konrad Freiherr Schad von Mittelbiberach (1864–1934) bei seinem Verwandten, dem württembergischen König, als Nachkommen und Erben der gräflich Sontheim'schen Familie, um Erlaubnis zur Führung des Titels Graf von Sontheim und der Anrede mit dem Prädikat Hochgeboren. Im selben Jahr ersuchte Sohn Konrad auch um Bestätigung der Berechtigung, das Wappen eines Grafen von Sontheim führen zu dürfen. Dem Gesuch wurde offenbar nicht stattgegeben, da der Rechtsanwalt und Rittergutsbesitzer Konrad Schad von Mittelbiberach im Jahr 1907 im württembergischen Adelsverzeichnis noch unter seinem geburtsmäßigen Namen genannt wurde, ohne den Zusatz Graf von Sontheim.